# Epione
Az Epione a rovarok (Insecta) osztályának lepkék (Lepidoptera) rendjébe, ezen belül az araszolók (Geometridae) családjába tartozó nem.

## Rendszerezés
A nembe az alábbi 27 faj tartozik:
- Epione affiniaria Borkhausen, 1794
- Epione alba Cockayne, 1942
- Epione amura Wehrli, 1940
- Epione apicaria Eversmann, 1844
- Epione apiciaria Schiffermller, 1775
- Epione aurantiaca Rebel
- Epione crasselineata Lempke, 1951
- Epione demarginaria Hellweger
- Epione dereticularia Rudolph, 1936
- Epione emundata Christoph, 1880
- Epione exaridaria Graeser, 1840
- Epione franziscaria Mller, 1962
- Epione fulva Cockayne, 1934
- Epione glabra Lempke, 1951
- Epione hespera Bryk, 1948
- Epione impuncta Lempke, 1970
- Epione isabellae Harris, 1914
- Epione lateritia Rudolph, 1926
- Epione linearecedens Lempke, 1951
- Epione maculosa Lempke, 1970
- Epione marginaria Villers, 1789
- Epione parallelaria Schiffermller
- Epione purpureomarginata Lempke, 1970
- Epione repandaria Hfnagel, 1767
- Epione reticulata Lempke, 1951
- Epione semenovi Djakonov, 1936
- vörhenyes csücskösaraszoló (Epione vespertaria) Linnaeus, 1767